# Sumiainen
Sumiainen est une ancienne municipalité du centre de la Finlande, dans la région de Finlande-Centrale.
Commune rurale et forestière peu peuplée, elle a perdu 50 % de ses habitants depuis son maximum historique de 1957. Les 24 villages regroupent chacun en moyenne quelques dizaines d'habitants seulement.
Outre la forêt, les lacs y sont omniprésents, couvrant 25 % de sa superficie. Le grand lac Keitele occupe une bonne partie du nord de la municipalité.
La municipalité a disparu le 1er janvier 2007 en fusionnant avec Suolahti dans la nouvelle ville d'Äänekoski. Outre ces deux communes (toutes deux à l'ouest), les municipalités limitrophes sont Konnevesi à l'est et Laukaa au sud.